# Titularbistum Cerasa
Cerasa ist ein Titularbistum der römisch-katholischen Kirche.
Es geht zurück ein ehemaliges Bistum in der römischen Provinz Asia bzw. Lydia in der westlichen Türkei. Es gehörte der Kirchenprovinz Sardes an.
| Titularbischöfe von Cerasa |                                      |                                                                                       |              |             |
| Nr.                        | Name                                 | Amt                                                                                   | von          | bis         |
| 1                          | Réginald-André-Paulin-Edmond Jacq OP | Apostolischer Koadjutorvikar, Apostolischer Vikar von Lang Són und Cao Bang (Vietnam) | 8. Juli 1948 | 2. Mai 2001 |